# Piercia subtrunca
Piercia subtrunca là một loài bướm đêm trong họ Geometridae.